# Heraultiella exilis
Heraultiella exilis is een slakkensoort uit de familie van de Hydrobiidae. De wetenschappelijke naam van de soort is voor het eerst geldig gepubliceerd in 1867 door Paladilhe.